# Флавий Цецина Деций Максим Василий
Флавий Цецина Деций Максим Василий Младши (на латински: Flavius Caecina Decius Maximus Basilius) е политик на Западната Римска империя през 5 век.

## Биография
Произлиза от аристократичните фамилии Цецинии и Деции. Син е на Флавий Цецина Деций Василий (консул 463 г.). Брат е на Цецина Маворций Василий Деций (консул 486 г.) и Деций Марий Венанций Василий (консул 484 г.). Баща е на Фауст Албин (консул 493 г.), Флавий Авиен (консул 501 г.), Флавий Теодор (консул 505 г.) и Флавий Инпортун (консул 509 г.).
През 480 г. той е сам консул на Запад. 483 г. е преториански префект на Италия и получава ранг patricius. Живее в къща на Авентин.